# 丹尼·羅美路
丹尼·羅美路（西班牙語：Danny Romero，1995年5月21日—），本名丹尼爾·拉美利斯·羅美路（Daniel Ramírez Romero），是一位西班牙歌手、唱片騎師和音樂製作人。

## 生平
丹尼的父親是一位創作歌手，受此影響的他很早就開始自己創作音樂。他年少時就對電子音樂情有獨鍾，15歲時首次為歌曲作二次混音，這引起了他對Remix的興趣。2012年，丹尼發行了首張個人單曲，於西班牙音樂排行榜名列42，此曲的成功為他打開知名度。一年之後，新單曲進入西班牙排行榜前20名，此曲的音樂影片在YouTube上至今累計獲得將近2千萬次觀看次數。隨後他又發佈了多首作品，包括與西班牙音樂製作人荷西·德·力柯和胡安·馬甘等藝人合作的曲目。

## 作品
單曲
- "El Hipo" (Featuring Juan Magán) (2020)

參與他人作品

## 外部連結
- 官方网站 （西班牙文）
- YouTube上的丹尼·羅美路頻道